# Alissonotum impressicolle
Alissonotum impressicolle är en skalbaggsart som beskrevs av Gilbert John Arrow 1908. Alissonotum impressicolle ingår i släktet Alissonotum och familjen Dynastidae. Inga underarter finns listade i Catalogue of Life.